# Jean-Baptiste Corneille
Pour les articles homonymes, voir Corneille.
 (décembre 2017).
Si vous disposez d'ouvrages ou d'articles de référence ou si vous connaissez des sites web de qualité traitant du thème abordé ici, merci de compléter l'article en donnant les références utiles à sa vérifiabilité et en les liant à la section « Notes et références ».
Jean-Baptiste Corneille, né à Paris le 2 décembre 1649 et  mort dans la même ville le 12 avril 1695, est un peintre et graveur français.

## Biographie
Jean Baptiste Corneille est le plus jeune fils de Michel Corneille l'Ancien (1601 ou 1602-1664). Son frère aîné, Michel Corneille le Jeune (1642-1708) était également un peintre renommé. Il reçoit une formation artistique auprès de son père et entre à l'Académie royale de peinture et de sculpture où il est distingué, notamment en 1663. En 1665, il est envoyé à Rome par Jean-Baptiste Colbert avec pension et s'y rend, « à pied », en compagnie du peintre Pierre Mosnier et du graveur Étienne Baudet. Il va alors étudier en Italie, effectuant le Grand Tour, et bien entendu à Rome où l'Académie de France est inaugurée le 11 février 1666. 
À son retour à Paris, il est reçu membre de l'Académie royale le 5 janvier 1675 pour son envoi, la Punition de Busiris par Hercule (musée du Louvre). Il œuvre pour des églises parisiennes et, en 1679, il achève un Saint Pierre délivré de prison pour la cathédrale Notre-Dame. Avec Jacques Vouet[réf. nécessaire], il est chargé des décorations du palais des Tuileries. On lui doit également des compositions décoratives pour l'hôtel des Ambassadeurs de Hollande à Paris, ainsi qu'une participation à la peinture d'un des globes de Coronelli.
En 1692, est nommé professeur à l'Académie royale.
Il meurt à Paris le 12 avril 1695.

## Œuvres
Comme son frère, Michel, Jean-Baptiste Corneille est influencé par l'école du Desiderosi. Plusieurs de ses peintures ont été gravées par certains de ses contemporains, comme Jean Mariette qui fut son élève. Lui-même a gravé à l'eau-forte quelques-unes de ses œuvres, s'inspirant des Carracci. 

### Estampe
- Buste de Michel-Ange.
- Saint Bernard.
- Mercure dans le ciel.
- Saint-Jean dans le désert, d'après Annibale Carracci.

### Peinture
- Apparition du Christ ressuscité à Sainte-Thérèse et Saint-Jean de la Croix, 1672, Paris, église Saint-Joseph-des-Carmes.
- La Mort de Caton d'Utique, 1687, huile sur toile, 131 × 163 cm, Dijon, musée des beaux-arts.
- L'Ange Gardien, huile sur toile, 137 × 95 cm, Dijon, musée des beaux-arts.
- L'Apparition de la Vierge à saint Bernard, huile sur toile, 287 × 195 cm, Dijon, musée des beaux-arts.
- Archimède et le soldat, esquisse, Dijon, musée Magnin.
- Hercule punissant Busiris, huile sur toile, 141,5 × 197,5 cm, Paris, École nationale supérieure des beaux-arts.
- La Résurrection de Lazare, huile sur toile, 356,5 × 255,5 cm, provient de l'église des Chartreux à Paris, Rouen, musée des beaux-arts.
- La Résurrection de Notre-Seigneur, maître-autel de l'église Saint-Martin de Meudon, localisation actuelle inconnue.
- Jupiter chassant Vulcain de l'Olympe, huile sur toile, 45 x 31,5 cm, musée des beaux-arts de Brest[1].

Œuvres de Jean-Baptiste Corneille
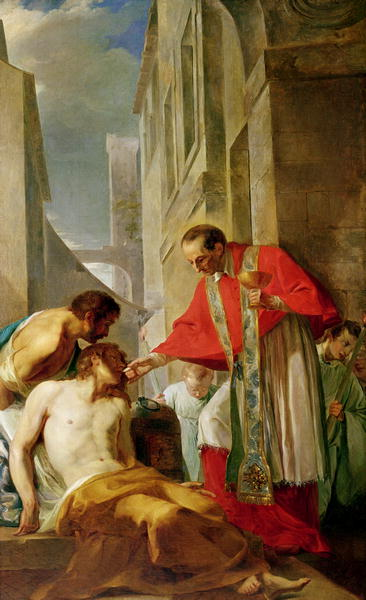
Charles Borromée soignant les pestiférés, Paris, église Saint-Nicolas-du-Chardonnet.
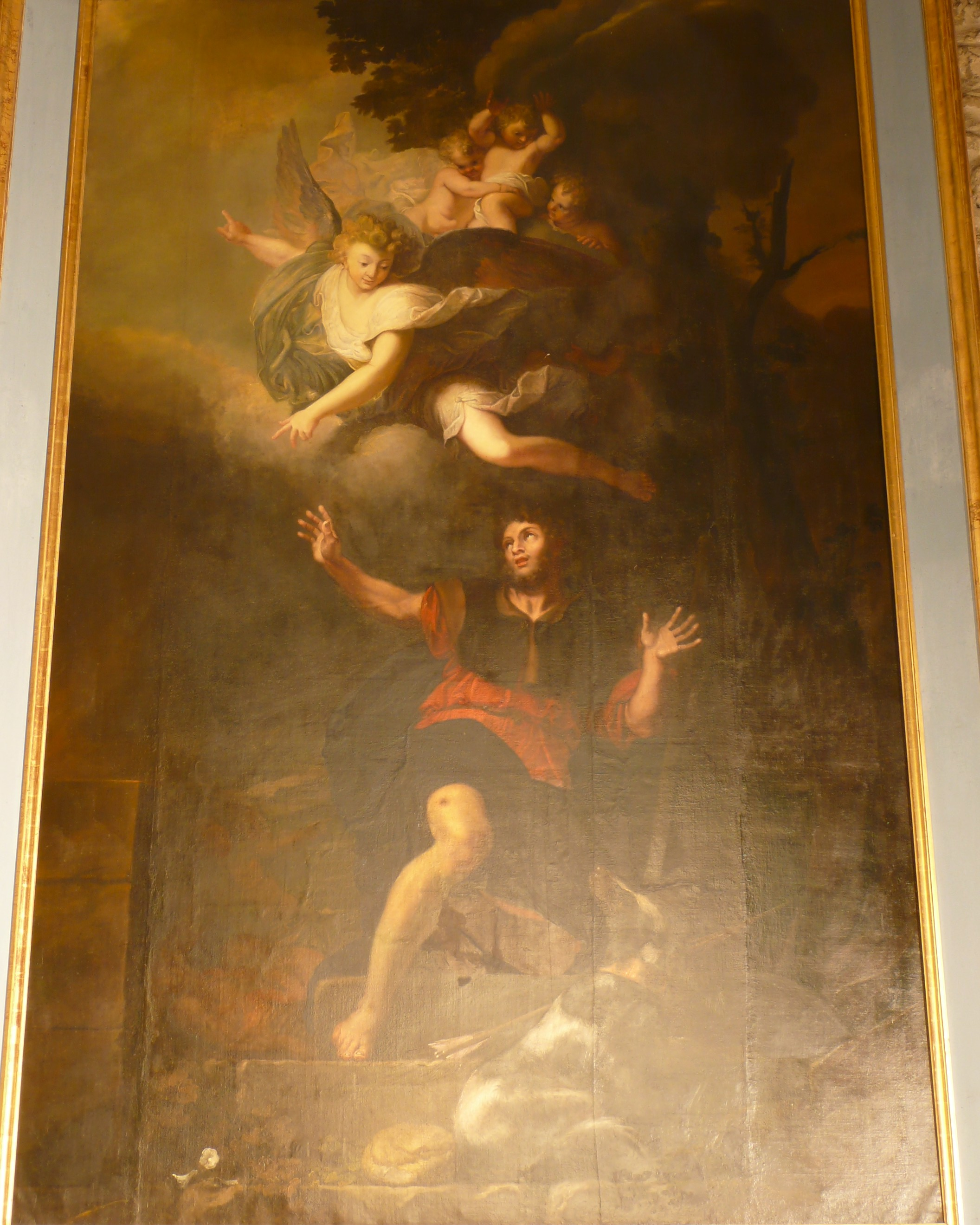
Apparition d'un ange à saint Roch (1682-1684), Mouriès, église Saint-Jacques-le-Majeur.
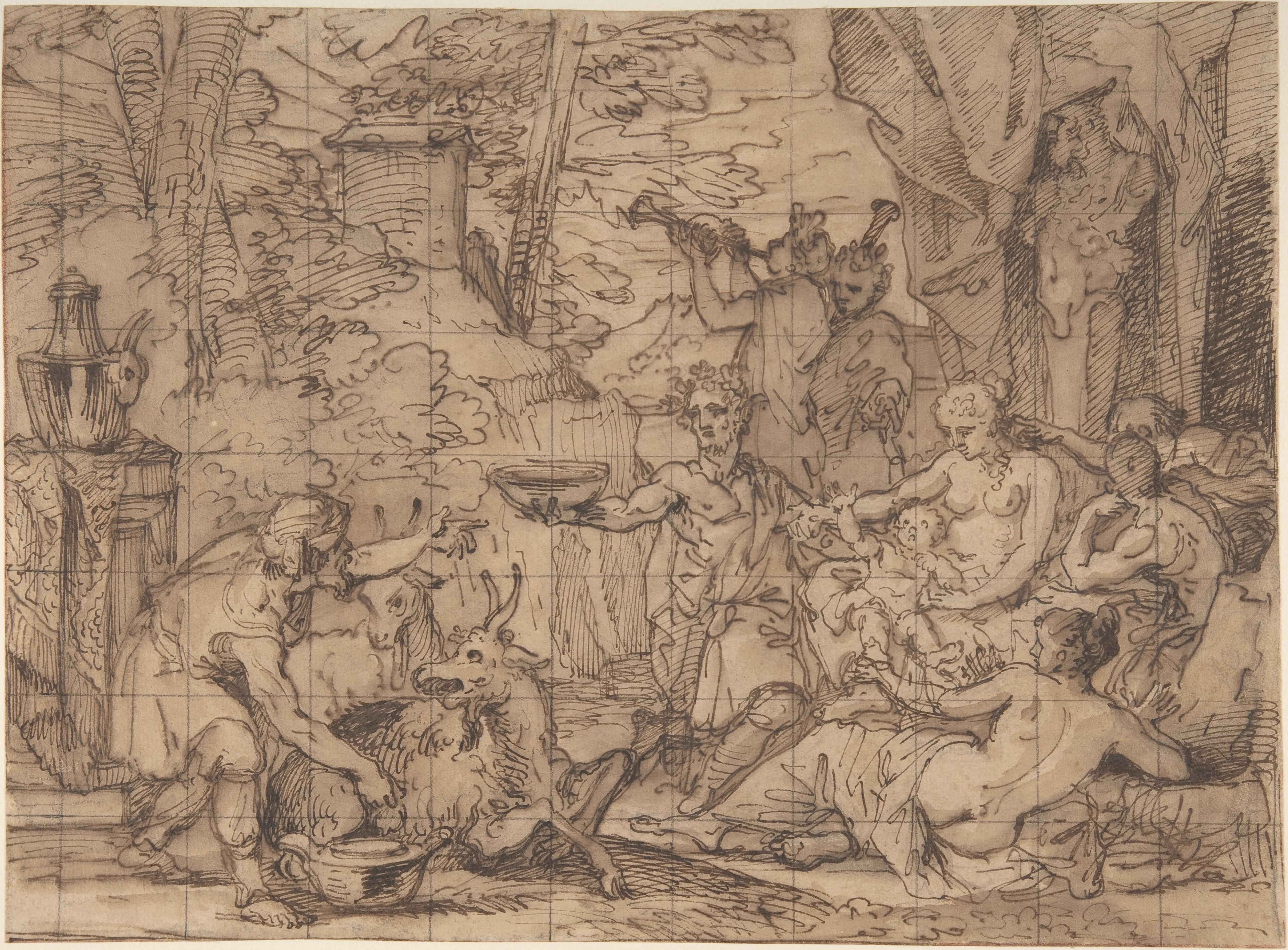
La Nourriture de Jupiter, dessin, New York, Metropolitan Museum of Art.
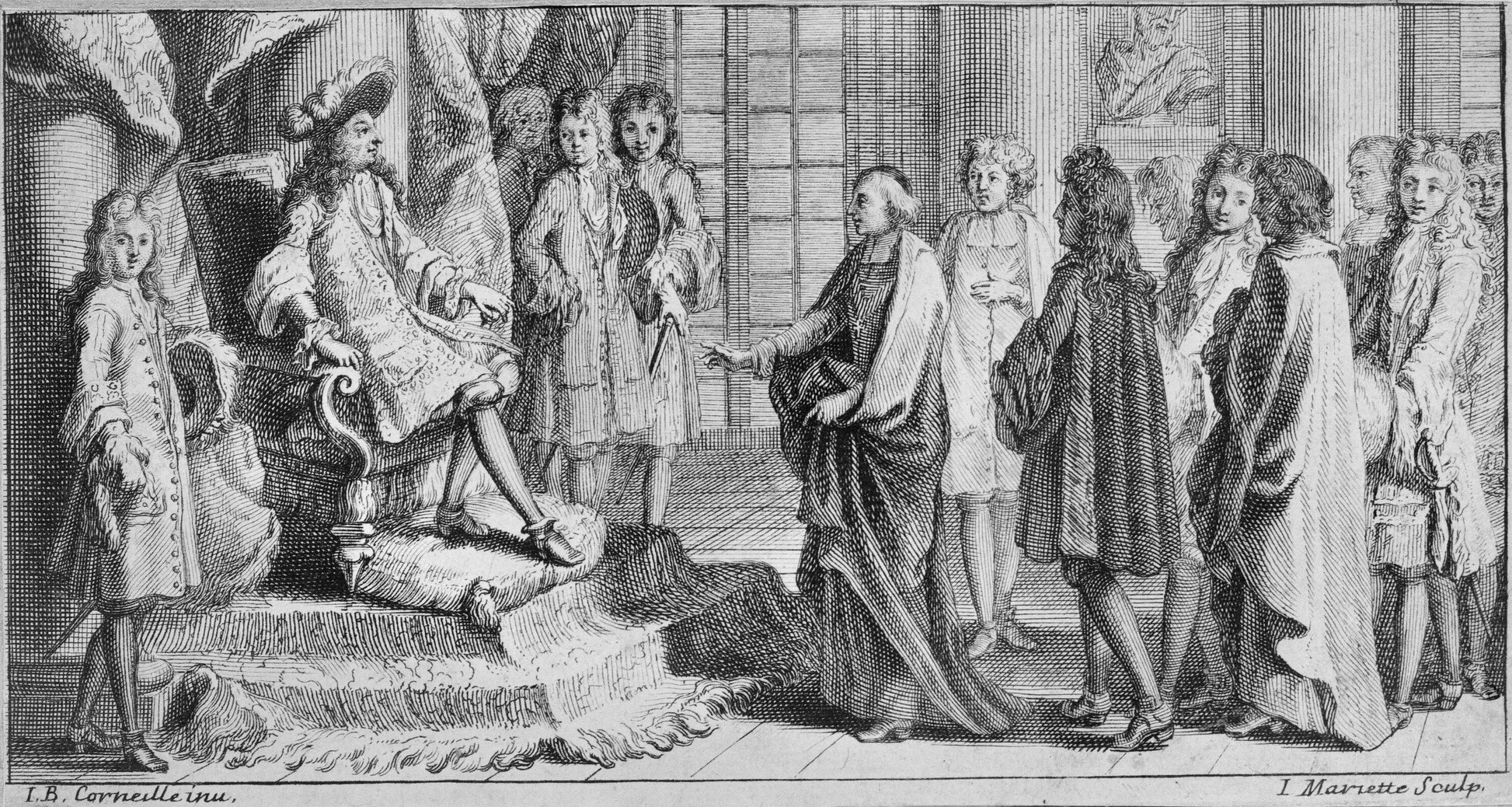
Les membres de l'Académie française venant offrir au roi Louis XIV le Dictionnaire de l'Académie (1694), gravure de Jean Mariette d'après un dessin de Corneille.